# Morris Lukowich
Morris Eugene Lukowich (* 1. Juni 1956 in Speers, Saskatchewan) ist ein ehemaliger kanadischer Eishockeyspieler, der im Verlauf seiner aktiven Karriere zwischen 1973 und 1992 unter anderem 593 Spiele für die Winnipeg Jets, Boston Bruins und Los Angeles Kings in der National Hockey League (NHL) sowie 249 weitere für die Houston Aeros und ebenfalls Winnipeg Jets in der World Hockey Association (WHA) auf der Position des linken Flügelstürmers bestritten hat. Seinen größten Karriereerfolg feierte Lukowich, der zum Ende seiner Laufbahn vier Jahre in der Schweizer Nationalliga B spielte, in Diensten der Winnipeg Jets mit dem Gewinn der Avco World Trophy der WHA im Jahr 1979. In der Saison 1980/81 war er der sechste Mannschaftskapitän der Franchise-Geschichte der Jets.

## Karriere
Lukowich verbrachte seine Juniorenzeit zwischen 1973 und 1976 bei den Medicine Hat Tigers in der Western Canada Hockey League (WCHL). Dort entwickelte sich der linke Flügelstürmer im Verlauf der drei Jahre zu einem der besten Spieler der Liga und steigerte seine Punktausbeute von zunächst 27 Scorerpunkten in seinem Rookiejahr auf letztlich 142 in seinem letzten Jahr in der Liga. Die 142 Scorerpunkte bescherten ihm die Berufung ins First All-Star Team der WCHL. Darüber hinaus wurde Lukowich sowohl im NHL Amateur Draft 1976 in der dritten Runde an 47. Position von den Pittsburgh Penguins aus der National Hockey League (NHL) als auch im WHA Amateur Draft 1976 in der zweiten Runde an 22. Stelle von den Houston Aeros aus der zu dieser Zeit mit der NHL konkurrierenden World Hockey Association (WHA) ausgewählt.
Als eines der wenigen Talente zu dieser Zeit entschied sich der Kanadier vor der Saison 1976/77 einen Vertrag bei den Houston Aeros zu unterzeichnen. Dort verbrachte er die beiden ersten Spielzeiten seiner Profikarriere und entwickelte sich an der Seite von Terry Ruskowski und Rich Preston zu einem erfolgreichen Torjäger, der in seiner zweiten Saison bereits 40 Tore erzielte. In der Hoffnung den Spielbetrieb auch über den Sommer 1978 aufrechtzuerhalten verkauften die Aeros ihr junges Sturmtalent vor dem Spieljahr 1978/79 an den Ligakonkurrenten Winnipeg Jets. Dort unterzeichnete Lukowich trotz eines erneuten Angebots aus Pittsburgh einen Fünfjahresvertrag und steigerte sich im letzten Jahr der WHA auf 65 Tore und insgesamt 99 Scorerpunkte. Mit weiteren 15 Punkten in den Playoffs hatte der Angreifer schließlich maßgeblichen Anteil am Gewinn der Avco World Trophy, der Meisterschaftstrophäe der Liga. Zudem wurde er am Saisonende ins WHA Second All-Star Team gewählt.
Mit der Auflösung der World Hockey Association nach der Saison 1978/79 und der Aufnahme der Winnipeg Jets in die NHL zur Saison 1979/80 kam es im Vorfeld des NHL Expansion Draft 1979 zu einem Interessenkonflikt zwischen den Jets und den Pittsburgh Penguins, die Lukowichs NHL-Transferrechte seit dem Amateur Draft 1976 gehalten hatten. Die Penguins beriefen sich zunächst auf ihr Vorrecht und forderten die Dienste des Kanadiers ein, jedoch entschied sich Winnipeg daraufhin den Offensivspieler als eine ihrer drei möglichen Priority Selections zu schützen, sodass er über den Expansion Draft hinaus ihr Eigentum blieb und somit mit dem Team in seine erste NHL-Saison ging. Auch in der NHL blieb Lukowich ein solider Torjäger, der in seinen ersten drei Jahren und in vier der ersten fünf stets 30 oder mehr Tore erzielte. In der Saison 1980/81 wurde er zum sechsten Mannschaftskapitän der Franchise-Geschichte der Jets ernannt, jedoch im Folgejahr von Dave Christian und Barry Long beerbt. Zudem nahm er in den Jahren 1980 und 1981 am NHL All-Star Game teil.
Nach einer schwachen ersten Saisonhälfte in der Spielzeit 1984/85 endete Lukowichs Zeit in Winnipeg nach insgesamt fünfeinhalb Jahren im Februar 1985, als er im Tausch für Jim Nill zu den Boston Bruins transferiert wurde. In Boston fand der Offensivspieler jedoch nur für 37 Spiele bis zum November 1985 eine neue sportliche Heimat, da er über die Waiver-Liste von den Los Angeles Kings ausgewählt wurde, die damit seinen laufenden Vertrag übernahmen. Bei den LA Kings lief es für Lukowich nach schwachen Vorjahren in der Saison 1986/87 wieder besser. Die Spielzeit sollte jedoch die letzte des 31-Jährigen in der NHL gewesen sein.
Der Kanadier entschied sich im Sommer 1987 seine Karriere in Europa ausklingen zu lassen. Er schloss sich zur Saison 1987/88 dem HC Meran aus der italienischen Serie A1 an. Zum folgenden Spieljahr wechselte er in die Schweiz. Dort war er in den folgenden vier Jahren in der zweitklassigen Nationalliga B aktiv, wo er für den EHC Chur, SC Rapperswil-Jona und EHC Bülach auflief. Als Mitglied des Team Canada gewann der Angreifer im Jahr 1992 den traditionsreichen Spengler Cup, ehe er im Sommer 1993 seine aktive Karriere als Eishockeyspieler beendete. Kurzzeitig war er danach als Spielertrainer des Inlinehockey-Franchises Calgary Rad’z in der Saison 1993 in der Roller Hockey International (RHI) tätig.

### International
Für sein Heimatland nahm Lukowich an der Weltmeisterschaft 1981 im schwedischen Göteborg teil. Dabei erreichte er mit der kanadischen Nationalmannschaft den vierten Rang, zu dessen Erreichen der Stürmer in acht Turnierspielen zwei Tore erzielte und ein weiteres vorbereitete.

## Erfolge und Auszeichnungen
| - 1976 WCHL First All-Star Team - 1979 Avco-World-Trophy-Gewinn mit den Winnipeg Jets - 1979 WHA Second All-Star Team - 1980 Teilnahme am NHL All-Star Game | - 1981 Teilnahme am NHL All-Star Game - 1989 Meister der Nationalliga B mit dem EHC Chur - 1992 Spengler-Cup-Gewinn mit dem Team Canada |

## Karrierestatistik

### International
Vertrat Kanada bei:
- Weltmeisterschaft 1981

(Legende zur Spielerstatistik: Sp oder GP = absolvierte Spiele; T oder G = erzielte Tore; V oder A = erzielte Assists; Pkt oder Pts = erzielte Scorerpunkte; SM oder PIM = erhaltene Strafminuten; +/− = Plus/Minus-Bilanz; PP = erzielte Überzahltore; SH = erzielte Unterzahltore; GW = erzielte Siegtore; 1 Play-downs/Relegation; Kursiv: Statistik nicht vollständig)

## Familie
Lukowich entstammt einer Sportlerfamilie. Sein älterer Bruder Ed Lukowich war ein international anerkannter Curler, der bei der Curling-Weltmeisterschaft 1986 die Goldmedaille gewann und am Olympischen Demonstrationswettbewerb 1988 in Calgary teilnahm, wo er Bronze errang. Lukowichs Cousin Bernie Lukowich und dessen Sohn Brad Lukowich waren ebenfalls professionelle Eishockeyspieler und in der National Hockey League (NHL) aktiv. Brad Lukowich gewann in den Jahren 1999 und  2004 den Stanley Cup.